# Анвари, Абульфаз
Абульфаз Анвари (перс. ابوالفضل انورى‎, 9 февраля 1938, Саве, Центральный остан — 14 февраля 2018) — иранский борец вольного стиля, представитель тяжёлой и супертяжёлой весовых категорий. Выступал за сборную Ирана по борьбе во второй половине 1960-х — начале 1970-х годов, двукратный бронзовый призёр чемпионатов мира, обладатель бронзовой медали Азиатских игр в Бангкоке, участник двух летних Олимпийских игр.

## Биография
Абульфаз Анвари родился 9 февраля 1938 года в городе Саве, Иран.
Первого серьёзного успеха на взрослом международном уровне добился в сезоне 1966 года, когда вошёл в основной состав иранской национальной сборной и побывал на чемпионате мира в Толидо, откуда привёз награду бронзового достоинства, выигранную в зачёте тяжёлой весовой категории.
В 1967 году на мировом первенстве в Бухаресте был близок к попаданию в число призёров, став в итоге четвёртым.
Благодаря череде удачных выступлений удостоился права защищать честь страны на летних Олимпийских играх 1968 года в Мехико, причём на церемонии открытия нёс знамя иранской делегации. Выиграл здесь два поединка и два поединка проиграл, расположившись в итоговом протоколе соревнований на шестой строке.
После Олимпиады Анвари остался в составе борцовской команды Ирана и продолжил принимать участие в крупнейших международных турнирах. Так, в 1969 году в супертяжёлом весе он завоевал бронзовую медаль на чемпионате мира в Мар-дель-Плате.
В 1970 году в тяжёлом весе стал бронзовым призёром Азиатских игр в Бангкоке.
Находясь в числе лидеров иранской национальной сборной, благополучно прошёл отбор на Олимпийские игры 1972 года в Мюнхене. Выиграв два первых поединка, затем потерпел поражение от монгола Хорлоогийна Баянмунха и советского борца Ивана Ярыгина, заняв итоговое седьмое место. Вскоре по окончании этих соревнований принял решение завершить спортивную карьеру.
Умер 14 февраля 2018 года в Тегеране в возрасте 80 лет.